# Cross Cup
 (novembre 2022).
Si vous disposez d'ouvrages ou d'articles de référence ou si vous connaissez des sites web de qualité traitant du thème abordé ici, merci de compléter l'article en donnant les références utiles à sa vérifiabilité et en les liant à la section « Notes et références ».
La Cross Cup est un championnat de cross-country (course à pied) organisé en Belgique. L'athlète ayant récolté le plus de points à l'issue des six manches remporte la compétition. La Cross Cup existe depuis 1982 et doit sa création au désir des organisateurs de promouvoir le cross-country auprès des athlètes et du public.
Grâce au prize-money[Quoi ?] attrayant, l'organisation s'assure la participation des meilleurs coureurs et coureuses belges.
La compétition actuelle comprend les étapes suivantes : Berlare, Mol, Roulers, Diest, Hannut (Lotto Cross Cup de Hannut) et Bruxelles (Lotto Cross Cup de Bruxelles).

## Palmarès
| Années du Cross Cup | Vainqueur cross long (H) | Vainqueur cross long (F)    | Vainqueur cross court (H) | Vainqueur cross court (F) | Vainqueur U-23 (H)     | Vainqueur U-23 (F)  |
| ------------------- | ------------------------ | --------------------------- | ------------------------- | ------------------------- | ---------------------- | ------------------- |
| 1982-1983           | Leon Schots              | pas organisé                | –                         | –                         | –                      | –                   |
| 1983-1984           | Vincent Rousseau         | Francine Peeters            | –                         | –                         | –                      | –                   |
| 1984-1985           | Vincent Rousseau         | Betty Vansteenbroek         | –                         | –                         | –                      | –                   |
| 1985-1986           | Vincent Rousseau         | Betty Vansteenbroek         | –                         | –                         | –                      | –                   |
| 1986-1987           | Vincent Rousseau         | Ingrid Delangrange          | –                         | –                         | –                      | –                   |
| 1987-1988           | Vincent Rousseau         | Véronique Collard           | –                         | –                         | –                      | –                   |
| 1988-1989           | Roger Hackney (GB)       | Véronique Collard           | –                         | –                         | –                      | –                   |
| 1989-1990           | Ruddy Walem              | Ingrid Delangrange          | –                         | –                         | –                      | –                   |
| 1990-1991           | Vincent Rousseau         | Véronique Collard           | –                         | –                         | –                      | –                   |
| 1991-1992           | Vincent Rousseau         | Lieve Slegers               | –                         | –                         | –                      | –                   |
| 1992-1993           | Vincent Rousseau         | Ingrid Delangrange          | –                         | –                         | –                      | –                   |
| 1993-1994           | William Van Dijck        | Ingrid Delangrange          | –                         | –                         | –                      | –                   |
| 1994-1995           | Ruddy Walem              | Lieve Slegers               | –                         | –                         | –                      | –                   |
| 1995-1996           | William Van Dijck        | Stefanija Statkuviene (LIT) | –                         | –                         | –                      | –                   |
| 1996-1997           | Mohammed Mourhit         | Marleen Renders             | –                         | –                         | –                      | –                   |
| 1997-1998           | Mohammed Mourhit         | Veerle Dejaeghere           | –                         | –                         | –                      | –                   |
| 1998-1999           | Ruddy Walem              | Anja Smolders               | –                         | –                         | –                      | –                   |
| 1999-2000           | Tom Compernolle          | Veerle Dejaeghere           | –                         | –                         | –                      | –                   |
| 2000-2001           | Tom Van Hooste           | Anja Smolders               | –                         | –                         | –                      | –                   |
| 2001-2002           | Tom Van Hooste           | Anja Smolders               | Tim Clerbout              | –                         | –                      | –                   |
| 2002-2003           | Tom Van Hooste           | Fatiha Baouf                | Ridouane Es Saadi         | –                         | –                      | –                   |
| 2003-2004           | Tom Van Hooste           | Veerle Dejaeghere           | Ridouane Es Saadi         | –                         | –                      | –                   |
| 2004-2005           | Tom Van Hooste           | Veerle Dejaeghere           | Tim Clerbout              | –                         | Pieter Desmet          | –                   |
| 2005-2006           | Tom Van Hooste           | Veerle Dejaeghere           | Dries Busselot            | –                         | Kristof Mouton         | –                   |
| 2006-2007           | Pieter Desmet            | Veerle Dejaeghere           | Dries Busselot            | –                         | Michael Brandenburg    | Selien De Schryder  |
| 2007-2008           | Pieter Desmet            | Veerle Dejaeghere           | Kim Ruell                 | –                         | Sanne Torfs            | Sandra Schenkel     |
| 2008-2009           | Pieter Desmet            | Veerle Dejaeghere           | Kim Ruell                 | –                         | Atelaw Bekele          | Hanna Vandenbussche |
| 2009-2010           | Pieter Desmet            | Veerle Dejaeghere           | Wesley De Kerpel          | –                         | Sanne Torfs            | Lynn De Coninck     |
| 2010-2011           | Jeroen D'Hoedt           | Veerle Dejaeghere           | Tom Van Rooy              | –                         | Jeroen D'hoedt         | Kim Bosmans         |
| 2011-2012           | Atelaw Bekele            | Veerle Dejaeghere           | Maarten Van Steen         | –                         | Koen Naert             | Zenobie Vangansbeke |
| 2012-2013           | Koen Naert               | Veerle Dejaeghere           | Kim Ruell                 | –                         | Dries Basemans         | Zenobie Vangansbeke |
| 2013-2014           | Jeroen D'hoedt           | Veerle Dejaeghere           | Isaac Kimeli              | –                         | Dries Basemans         | Louise Carton       |
| 2014-2015           | Isaac Kimeli             | Louise Carton               | Franky Hernould           | –                         | Isaac Kimeli           | Louise Carton       |
| 2015-2016           | Isaac Kimeli             | Louise Carton               | Dieter Kersten            | –                         | Isaac Kimeli           | Louise Carton       |
| 2016-2017           | Isaac Kimeli             | Louise Carton               | Ismael Debjani            | –                         | Dieter Kersten         | Charlotte Van Hese  |
| 2017-2018           | Soufiane Bouchikhi       | Imana Truyers               | Jeroen D'hoedt            | –                         | Simon Debognies        | Vanessa Scaunet     |
| 2018-2019           | Isaac Kimeli             | Nina Lauwaert               | Valère Hustin             | –                         | Dorian Boulvin         | Mathilde Deswaef    |
| 2019-2020           | Dieter Kersten           | Hanna Verbruggen            | Robin Hendrix             | –                         | Tim Van de Velde       | Milly Welsch        |
| 2020-2021           | John Heymans             | Mieke Gorissen              | Ruben Querinjean          | –                         | Guilllaume Grimard     | Mélanie Bovy        |
| 2021-2022           | Michael Somers           | Mieke Gorissen              | Ruben Querinjean          | Elise Vanderelst          | Arnaud Collard         | Juliette Thomas     |
| 2022-2023           | Isaac Kimeli             | Lisa Rooms                  | Maxime Delvoie            | Mariska Parewyck          | Yorick Van De Kerkhove | Jana Van Lent       |
| 2023-2024           | Guilllaume Grimard       | Jana Van Lent               | Audah Ziad                | Charlotte Van Hese        | Noah Konteh            | Julie Voet          |
| 2024-2025           | Ruben Querinjean         | Chloé Herbiet               | Antoine Sénard            | Marie Bilo                | Tristan Gevaert        | Julie Voet          |

## Lien
- (fr) Cross Cup
- (fr) site officiel.